# Хан (грузинська літера)
Хан (ხანი, [xani]) — тридцять перша літера грузинської абетки.
Приголосна літера. Вимовляється як українська [ x ] (МФА /x/). За міжнародним стандартом ISO 9984 транслітерується як x.

## Історія
| Асомтаврулі | Нусхурі | Мхедрулі |
| ----------- | ------- | -------- |
|             |         |          |

## Юнікод
- Ⴞ : U+10BE
- ხ : U+10EE